# Krodoaltar

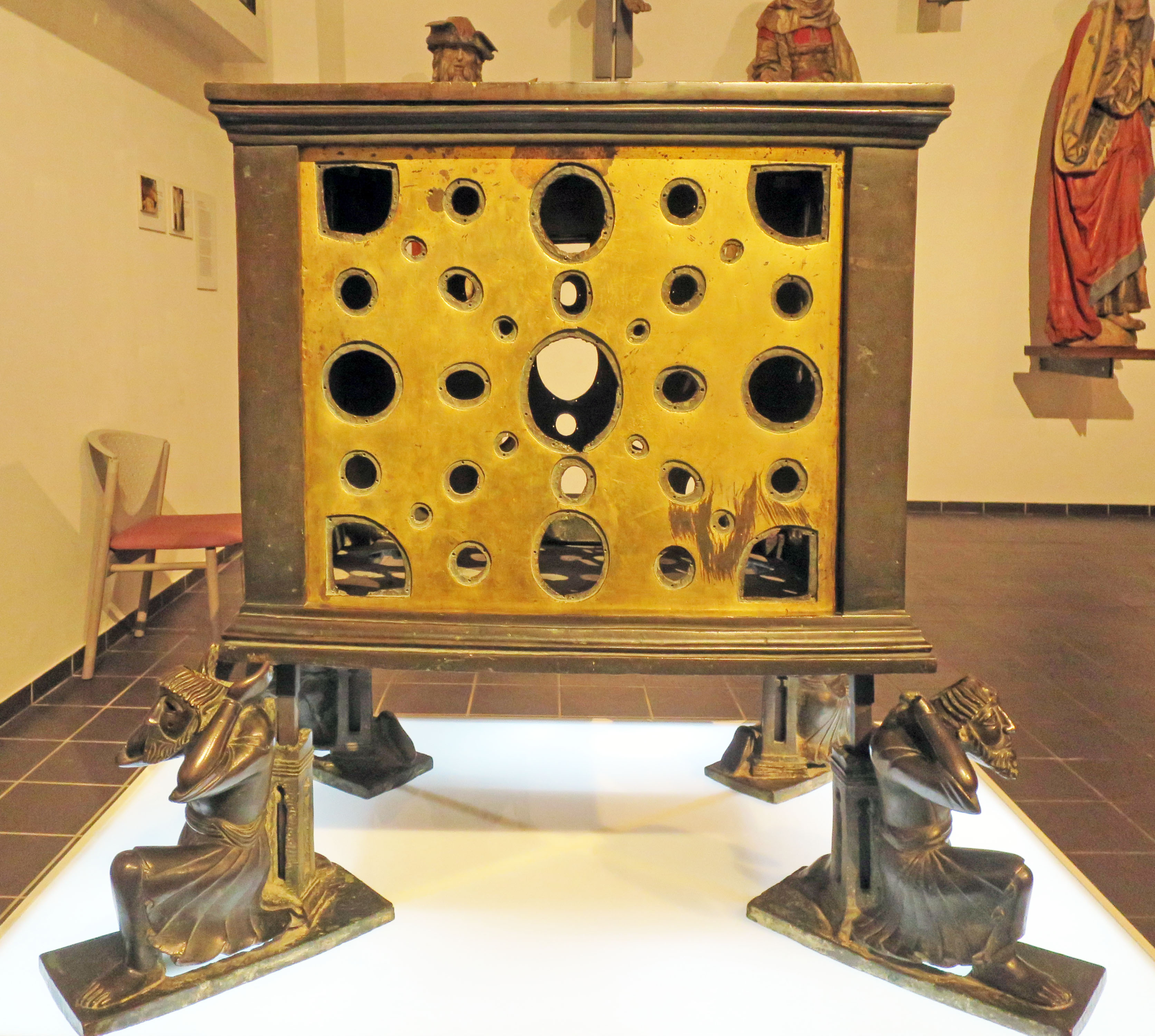
Krodoaltar im Goslarer Museum

Der Krodoaltar ist der einzige erhaltene Kirchenaltar der Romanik aus Metall. Er stammt aus dem Anfang des 19. Jahrhunderts abgerissenen Goslarer Dom und ist neben dem Goslarer Kaiserstuhl eines der wenigen Ausstattungsstücke, die daraus erhalten sind. Heute ist er im Goslarer Museum ausgestellt.

## Objekt

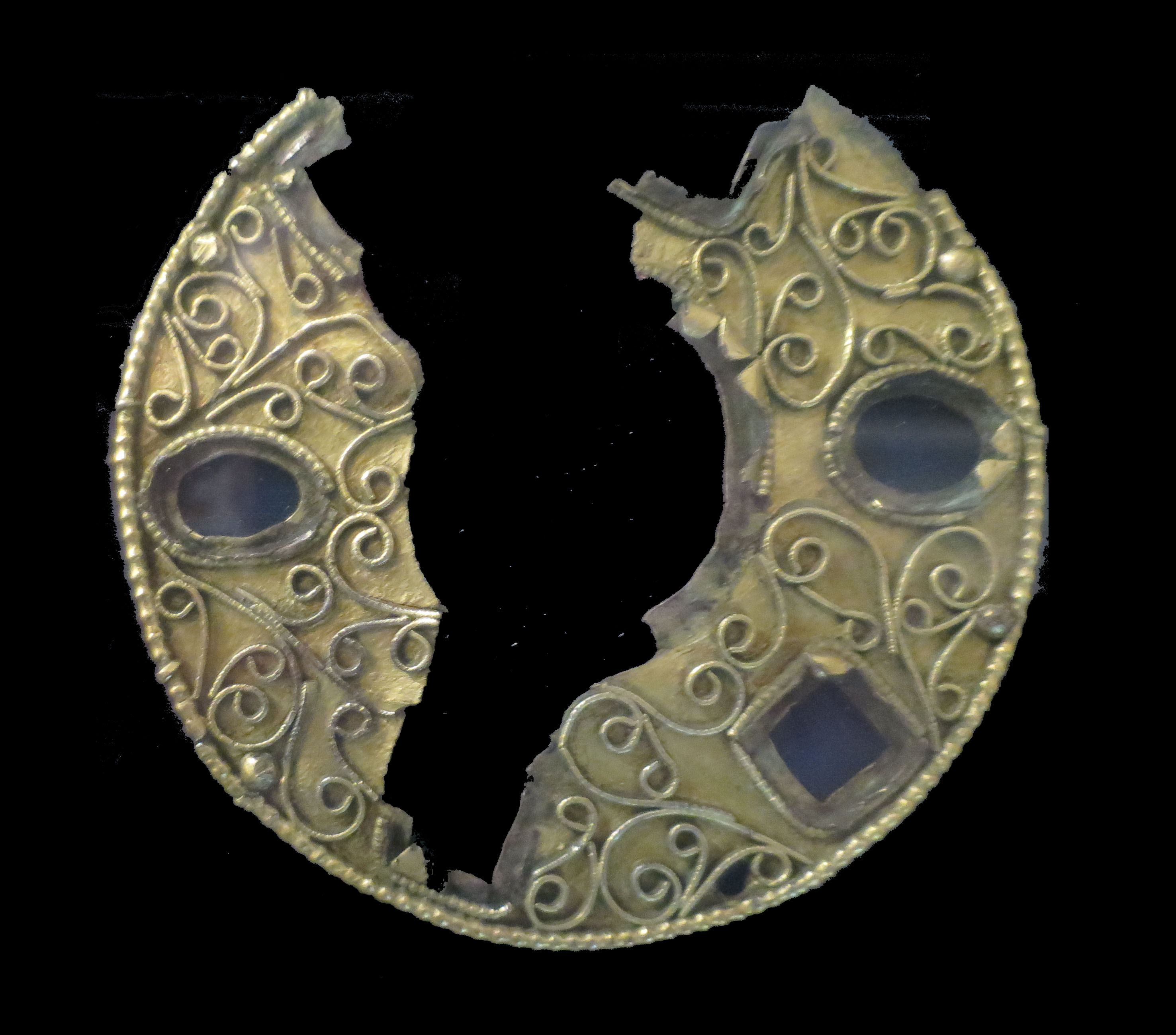
Zierscheibe aus dem Krodo-Altar

Der Altar besteht vollständig aus Bronze und ist teilweise vergoldet. Er wurde in der ersten Hälfte des 12. Jahrhunderts gefertigt, vielleicht in Goslar. Der Goslarer Dom wurde 1051 durch Erzbischof Hermann II. von Köln geweiht, der Altar kann also nicht zur ursprünglichen Ausstattung gehören. Der Altar hat einen quaderförmigen Korpus mit unterschiedlich großen Öffnungen an den außenliegenden Wänden, in die ursprünglich 132 Schmuckscheiben eingesetzt waren. Diese wiederum fassten Schmucksteine und Bergkristalle. Bis auf eine, schwer beschädigt, die ebenfalls im Goslarer Museum ausgestellt ist, sind sie alle verloren. Der Korpus steht auf vier Füßen, die als Atlanten ausgebildet sind, die den Altar tragen. Er konnte von innen beleuchtet werden, so dass die Schmucksteine und Bergkristalle leuchteten.

## Bezeichnung

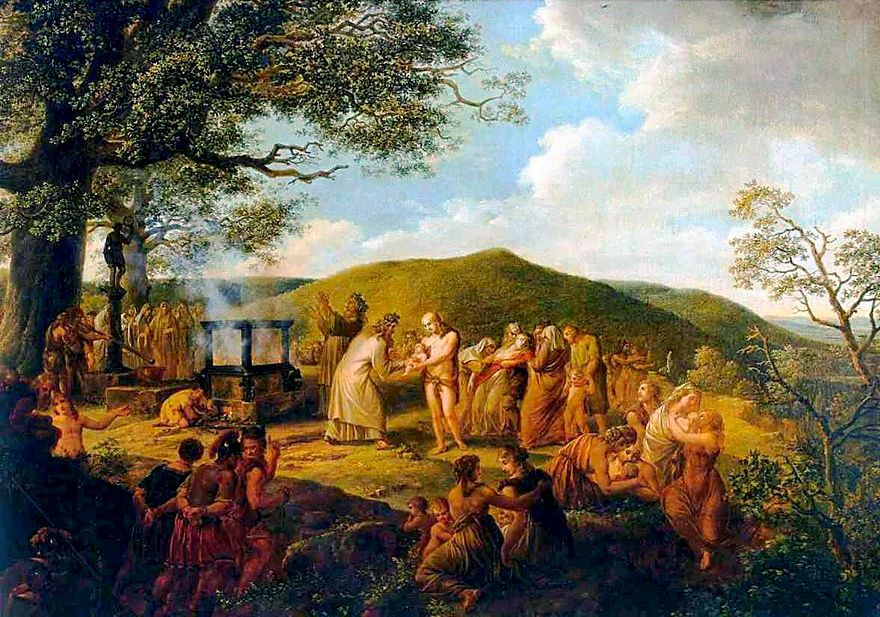
Opfer-Fest für Krodo auf der Harzburg, 1798

Erst in der frühen Neuzeit kam die Legende auf, dass der Altar ursprünglich der Verehrung des germanischen Pseudogott Krodo gedient habe. Als Altar, auf dem ein Menschenopfer für Krodo stattfindet, setzte ihn Friedrich Georg Weitsch 1798 in seinem Historiengemälde Das Opferfest des Krodo ins Bild.

## Geschichte
Der Altar musste im Laufe der Jahrhunderte schwere Beschädigungen hinnehmen: Die Hände der Trägerfiguren sind verstümmelt, die ehemals hinter ihnen stehenden Türme sind größtenteils verloren und damit auch die ursprüngliche Verbindung zwischen Korpus und Figuren unkenntlich geworden. Die Schmuckscheiben fehlen und Beschädigungen bezeugen den Versuch, die Vergoldung abzukratzen.
Der erste schriftliche Beleg für den Altar stammt aus dem 17. Jahrhundert. Schon damals wies er die Beschädigungen auf.
In napoleonischer Zeit gehörte er zu dem Beutegut, mit dem der Kaiser sein Musée Napoléon in Paris füllte. Nach dem Sturz des Kaisers kehrte der Altar mit zahlreichen anderen Kunstgegenständen zurück.